# Walki w Rafah (2009)
Walki w Rafah (2009) – starcia w mieście Rafah między palestyńskimi ugrupowaniami Dżund Ansar Allah a Hamasem, które trwały 14 sierpnia i 15 sierpnia 2009.
Do ogłoszenia powstania Emiratu Islamskiego na ziemiach Strefy Gazy, przez duchownego przywódcy salafitów z ugrupowania Dżund Ansar Allah, Abdela-Latifa Musa doszło w trakcie nabożeństwa w meczecie w Rafah 14 sierpnia 2009 roku.
Ogłaszamy narodziny emiratu islamskiego - ogłosił Musa. Podczas wygłaszania przemówienia w świątyni przebywało kilkaset osób, natomiast przy liderze radykałów czuwała grupa czterech uzbrojonych mężczyzn. Powstały emirat według Musy miał być początkiem rządów teokratycznych
Dżund Ansar Allah (z arab. żołnierze Boga), którzy ściśle przestrzegają zasad szariatu, a rządzącemu Strefą Gazy Hamasowi zarzucają zbytni liberalizm w kwestiach obyczajów. To panarabskie ugrupowanie miało powiązanie z Al-Kaidą. Ugrupowanie poinformowało o swym istnieniu w Strefie Gazy w czerwcu 2009, gdy trzej jego członkowie zginęli, szarżując konno na izraelską bazę.

## Walki w Rafah
Starcia między zwolennikami Musy a policją Hamasu wybuchły zaraz po ogłoszeniu narodzin emiratu. Hamas rozpoczął szturm na meczet w Rafah, gdzie ukrywało się ok. 100 członków ruchu Dżund Ansar Allah. W wyniku starć, które początkowo miały miejsce w meczecie, a później przeniosły się do innych partii miasta trwając do wieczora zginęło 15 bojowników Dżund Ansar Allah, 6 policjantów oraz 11-letnia dziewczynka.
Rano 15 sierpnia walki zostały wznowione. W wyniku nich zginął przywódca fundamentalistycznego  ugrupowania Abdel-Latif Musa. W ciężkiej wymianie ognia rannych zostało około 150 osób.